# Atletismo nos Jogos Pan-Americanos de 1967 - Salto triplo masculino
A prova do salto triplo masculino nos Jogos Pan-Americanos de 1967 foi realizada em Winnipeg, Canadá.

## Medalhistas
| Ouro                             | Prata                       | Bronze                  |
| Charles Craig USA Estados Unidos | Nelson Prudêncio BRA Brasil | José Hernández CUB Cuba |

## Resultados
| Posição           | Nome             | Nacionalidade      | Marca | Notas |
| ----------------- | ---------------- | ------------------ | ----- | ----- |
| Medalha de ouro   | Charles Craig    | USA Estados Unidos | 16.54 |       |
| Medalha de prata  | Nelson Prudêncio | BRA Brasil         | 16.45 |       |
| Medalha de bronze | José Hernández   | CUB Cuba           | 15.95 |       |
| 4                 | Darrell Horn     | USA Estados Unidos | 15.85 |       |
| 5                 | Jorge Toro       | PUR Porto Rico     | 15.48 |       |
| 6                 | Bill Greenough   | CAN Canadá         | 15.43 |       |
| 7                 | Ian Arnold       | CAN Canadá         | 15.28 |       |
| 8                 | Mahoney Samuels  | JAM Jamaica        | 15.21 |       |